# Düszkolosz
A Düszkolosz Menandrosz komédiája, amelyet I. e. 316 januárjában mutatták be Athénban. A darab címe magyarul zsémbest jelent. Más címen – Thraszónidész (A gyűlölt férfiú) – is ismeretes. Ez utóbbit a darab felújításakor kapta, vagy a könyvkereskedők adták neki, hogy jobban fogyjon a kiadvány. Magyarul ismert még Düszkolosz vagy az Embergyűlölő címen is. Magyarra Trencsényi-Waldapfel Imre fordította.

## Cselekmény

### Első felvonás
A darab egy Athén közelében fekvő tanyán játszódik, amely az embergyűlölő Knémon tulajdonában áll. A közelben vadászó fiatalember, a jómódú Szósztratosz megpillantja Knémon lányát, és beleszeret. A kiinduló helyzetet Pan isten magyarázza el (1-47). Szósztratosz elmeséli barátjának, Khaireásznak, hogy követségbe küldte szolgáját a mogorva apához. Megérkezik a szolga, Pürrhiasz, aki elmondja gazdájának, hogy az öreg durván elkergette (71-120). Szósztratosz maga is találkozik Knémont, de az öreg nem áll szóba vele (153-180). A házból előjön a lány, és kiderül, dajkája a kútba ejtette a vödrüket, és most gazdája haragjától fél (189-230).

### Második felvonás
A szerelmes ifjú megismerkedik Knémon mostohafiával, a lány féltestvérével, Gorgiasszal, és segítségét kéri az apai áldás megszerzéséhez. Gorgiasz azt tanácsolja, hogy segítsen neki a munkában, hátha Knémon őt is parasztnak hiszi, és megenyhül (231-370). „kapálj velünk, akkor talán, ha munkában lát tégedet, eltűri még, ha megszólítod, azt hívén, hogy mint szegény ember saját munkád után élsz meg”, tanácsolja Gorgiasz (365-369) Ezután változik a kép, megjelenik Szikón, Szósztratosz anyjának szakácsa és Getasz, a rabszolga. Kiderül, hogy gazdájuk álmot látott, és emiatt áldozatot szándékozik bemutatni Pán közeli barlangjában (394-425).

### Harmadik felvonás
Getasz felkeresi Knémont, hogy adjon kölcsön egy üstöt, mert a magukét otthon hagyták, de a mogorva öreg elzavarja (456-515). Megérkezik a munkában elfáradt Szósztratosz, és találkozik Getasszal, akitől megtudja, hogy családja nagy áldozati lakomára készül a barlangban. Miközben beszélnek, feltűnik Szimiké, a dajka, aki a kapát is a kútba ejtette, miközben a vödröt próbálta kihalászni. Szósztratosz, Getasz és Gorgiasz a segítségére indul (521-619).

### Negyedik felvonás
Szósztratosz elmeséli, hogy Gorgiasz leereszkedett a kútba, és felhozta a vödröt meg a kapát, ő pedig közben a kötelet tartotta, és beszélgetett szerelmével (655-690). Gorgiasz megjelenik Knémonnal, aki rosszul lett. Az öreg a halálra készül, és rájön, hogy helytelenül élt, és szeretné rendbe hozni, amit élete során elrontott. Kibékül Gorgiasszal, és ráhagyja földjét. Megkéri, hogy adja férjhez a lányát, és a birtok fele legyen a hozománya (691-739). Gorgiasz rábeszéli Knémont, hogy engedje lányát hozzámenni Szósztratoszhoz (740-770). Megjelenik a színen Kallippidész, Szósztratosz apja (776).

### Ötödik felvonás
Szósztratosz apjától megkapja az engedélyt a házasságra, és rábeszéli, hogy járuljon hozzá húga és Gorgiasz frigyéhez is (784-860). Megkezdődik a mulatság a barlangban, amelyen egyedül a beteg Knémon nem akar részt venni, de Szikón és Getasz, akarata ellenére, odaviszi (880-970).